# STS-97
STS-97は、エンデバーを用いて行われた国際宇宙ステーション(ISS)へのスペースシャトルのミッションである。ISSへの初めての太陽電池の取り付け、デスティニーの到着に備えたポートの準備、ISSの滞在員への物資の補給等が行われた

## 乗組員
- 船長:ブレント・ジェット（英語版） (3)
- 操縦士:マイケル・ブルームフィールド (2)
- ミッションスペシャリスト1:ジョセフ・タナー（英語版） (3)
- ミッションスペシャリスト2:マーク・ガルノー（英語版）（CSA） (3)
- ミッションスペシャリスト3:カルロス・ノリエガ（英語版） (2)

## ミッションパラメータ
- 質量
  - 離陸時:120,742 kg
  - 着陸時:89,758 kg
  - ペイロード:7,906 kg
- 近点:352 km
- 遠点:365 km
- 軌道傾斜角:51.6°
- 軌道周期:91.7分

### 宇宙遊泳
- 1度目
  - 開始:2000年12月3日18時35分UTC
  - 終了:2000年12月4日02時08分UTC
  - 時間:7時間33分
- 2度目
  - 開始:2000年12月5日17時21分UTC
  - 終了:2000年12月5日23時58分UTC
  - 時間:6時間37分
- 3度目
  - 開始:2000年12月7日16時13分UTC
  - 終了:2000年12月7日21時23分UTC
  - 時間:5時間10分

## ミッションハイライト

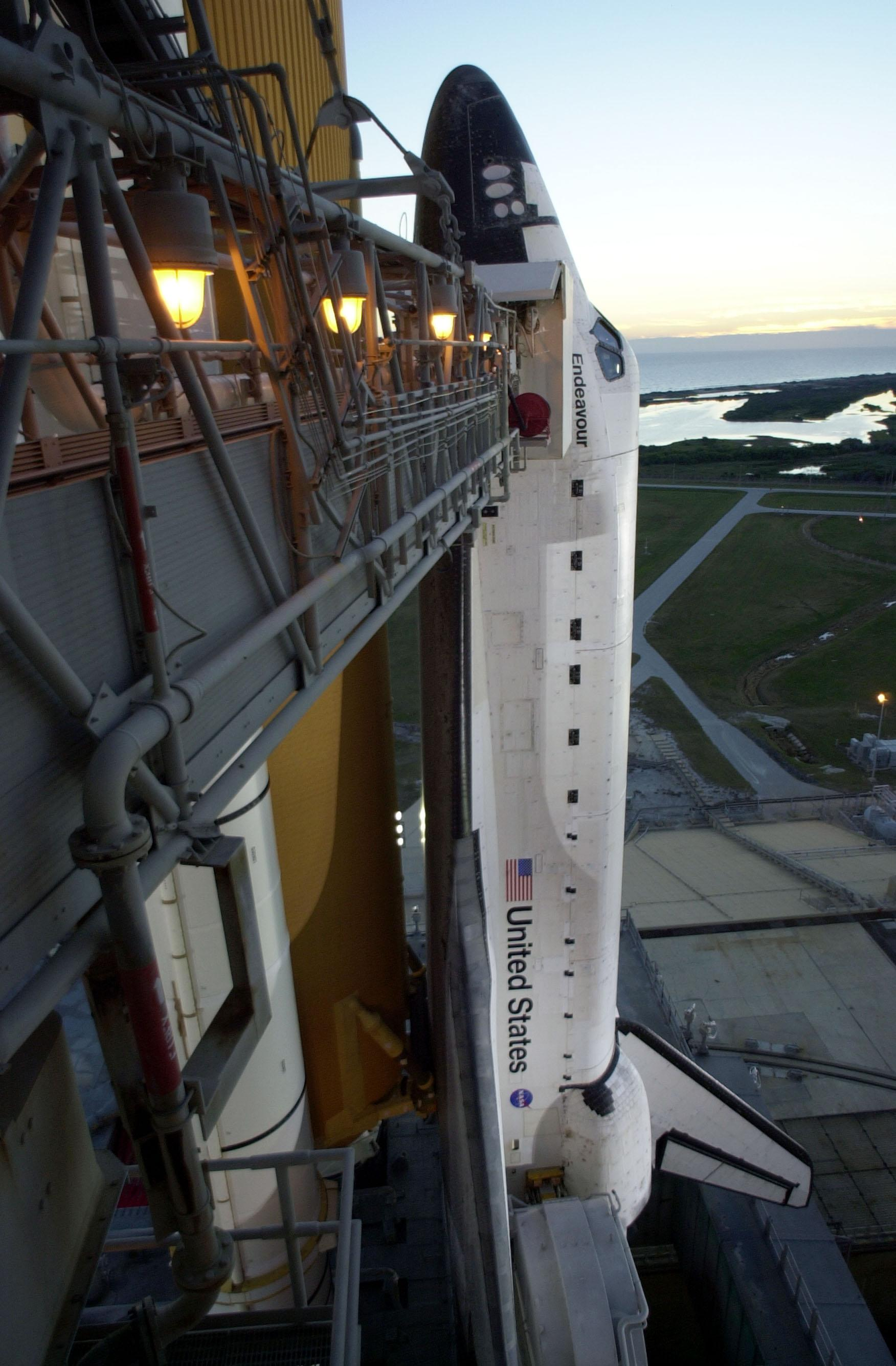
STS-97打上げ前のエンデバー

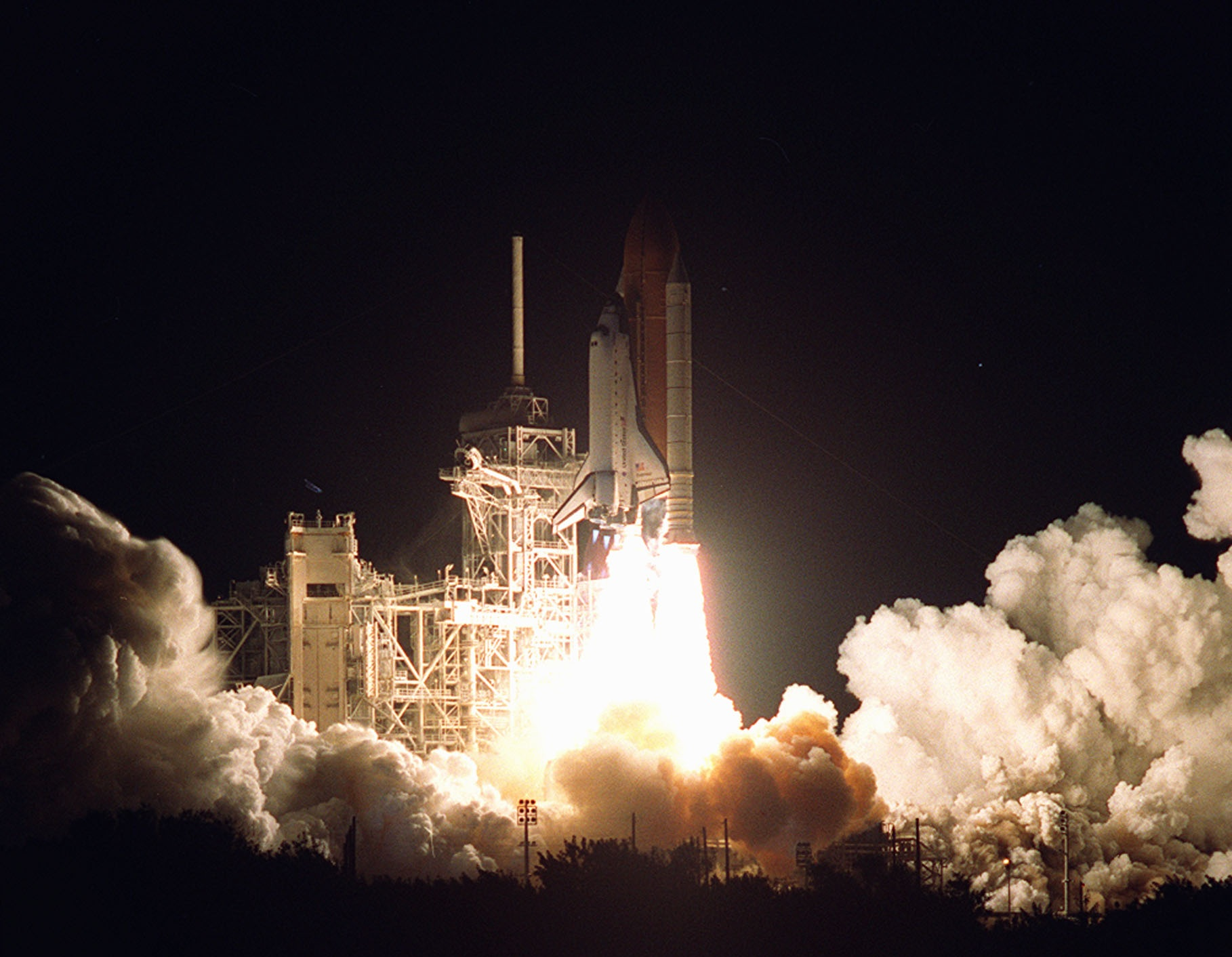
ケネディ宇宙センターから打ち上げられるエンデバー

11日間のミッションで、最大の目的であるISSへの太陽電池の運搬及び取付けは達成された。また、3度の宇宙遊泳でデスティニーの到着に備えたポートの準備、ISSの周りの電位を測定するための Floating Potential Probeの取付け、ユニティに接続されるカメラケーブルの取付け、エンデバーからISSへの補給物資の輸送等の作業が行われた。
飛行3日目、船長のブレント・ジェットは、カザフスタン北東部の上空230マイルで、エンデバーとISSをドッキングさせた。
カナダ人宇宙飛行士のマーク・ガルノーは、エンデバー内でカナダアームを操作してP6トラスをペイロードベイから取り外し、部品を温めるために付け替えた。ジョセフ・タナーとカルロス・ノリエガは、エンデバーのドッキングトンネルを通ってISSドッキングポートのハッチを開け、補給物資やコンピュータをISSに運び込んだ。飛行4日目、第1次長期滞在の船長ウィリアム・シェパード、操縦士ユーリー・ギジェンコとフライトエンジニアセルゲイ・クリカレフは、ユニティモジュールの中に初めて入り、残された補給品を回収した。
2000年12月8日9時36分EST、STS-97の乗組員は、ISSの第1次長期滞在の乗組員と初めて面会した。それまで、ISSとスペースシャトルはそれぞれの気圧を保つためにハッチを閉じていた。
2000年12月9日、補給品の最後の積み込みが終わり、地球に持ち帰る品もエンデバーに乗せ終えると、10時51分ESTに第1次長期滞在の乗組員と別れ、ハッチを閉じた。6時間23分13秒間のドッキングを終え、カザフスタンと中国の国境の235マイル上空で14時13分ESTにISSを離れた。離脱のための最後の噴射は、南アフリカ共和国の北西部海岸上空で行われた。
STS-97は、エンデバーの15回目の飛行、スペースシャトルの101回目の飛行となった。

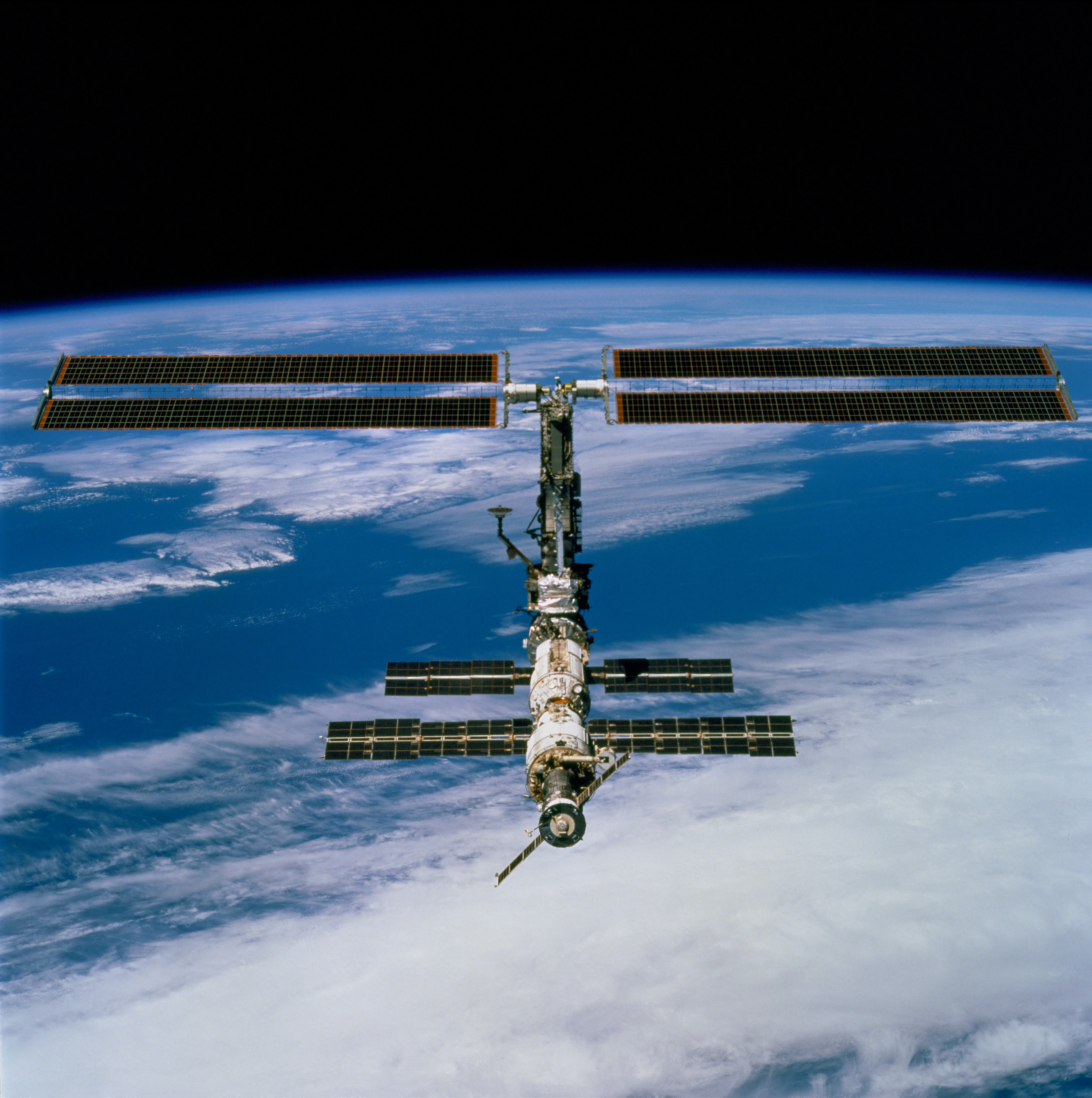
離脱直後のエンデバーから撮影したISS

## 起床コール
NASAでは、ジェミニ計画以来伝統的に、宇宙飛行士のために音楽を流している。アポロ15号では、初めて乗組員の起床のために用いられた。曲は、家族等によって、乗組員個人にとって特別な意味がある曲や日々の活動に適切なものが選ばれる。
| 日     | 曲                                   | 歌手/作曲家                    | リンク             |
| ------ | ------------------------------------ | ------------------------------ | ------------------ |
| Day 2  | スターダスト                         | ウィリー・ネルソン             | WAV MP3 TRANSCRIPT |
| Day 3  | アイ・ビリーブ・アイ・キャン・フライ | R・ケリー                      | WAV MP3 TRANSCRIPT |
| Day 4  | Sunshine of Your Love                | クリーム (バンド)              | WAV MP3 TRANSCRIPT |
| Day 7  | O Mio Babbino Caro                   | ジャコモ・プッチーニ           | WAV MP3 TRANSCRIPT |
| Day 8  | Here Comes the Sun                   | ビートルズ                     | WAV MP3 TRANSCRIPT |
| Day 9  | Rattled                              | トラヴェリング・ウィルベリーズ | WAV MP3 TRANSCRIPT |
| Day 10 | Back in the Saddle Again             | ジーン・オートリー             | WAV MP3 TRANSCRIPT |
| Day 11 | Beyond the Sea                       | ボビー・ダーリン               | WAV MP3 TRANSCRIPT |
| Day 12 | クリスマスを我が家で                 | ビング・クロスビー             | WAV MP3 TRANSCRIPT |

## 画像

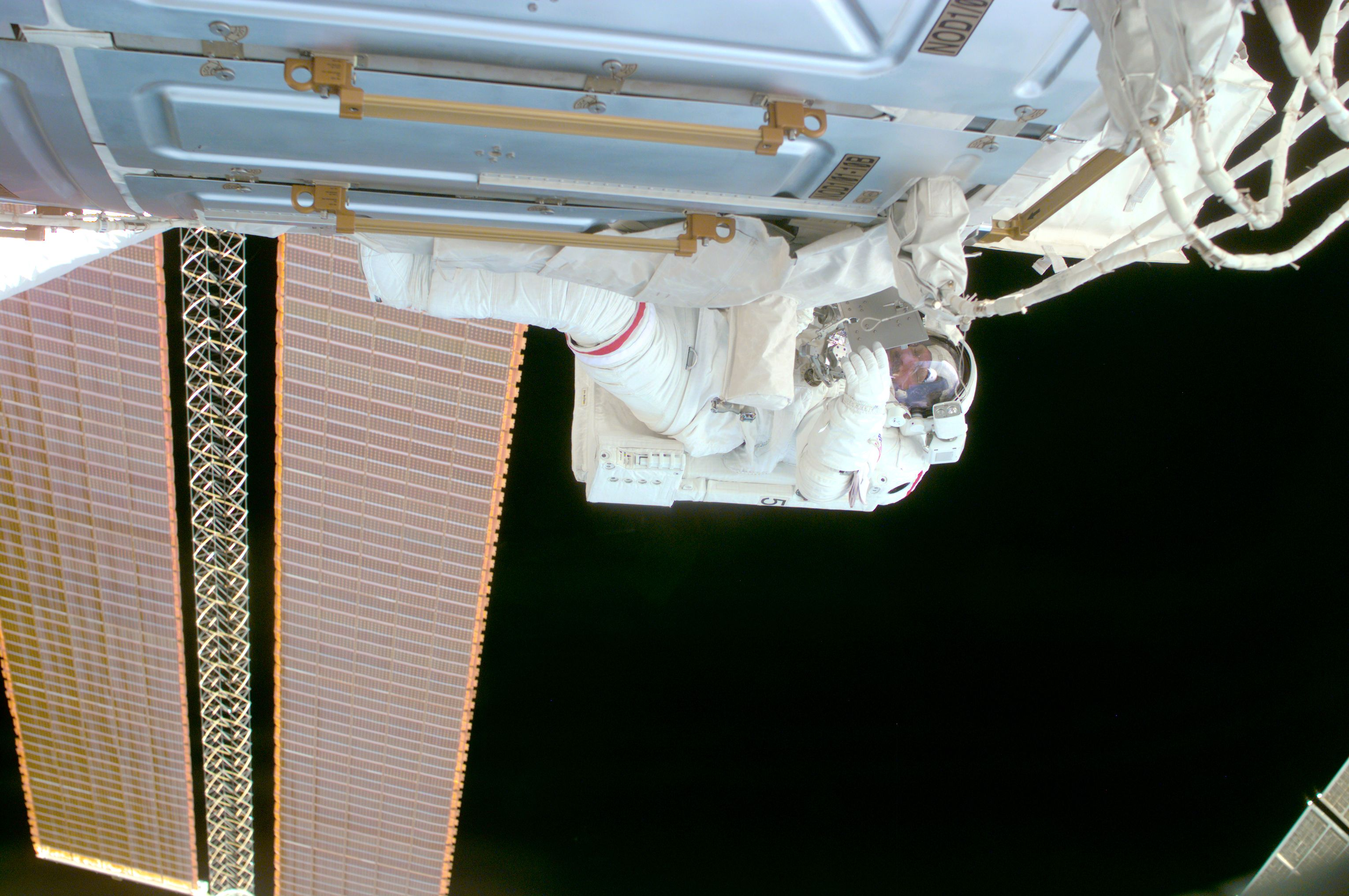
12月7日に最後の宇宙遊泳を行うタナー。左に新しい太陽電池の一部が見える。